# Бесков, Сергей Дмитриевич
Сергей Дмитриевич Бесков (23 октября 1904, с. Спас-Зелёные горы, Нижегородская губерния — 15 мая 1970, Москва) — советский учёный-химик, специалист в области химической технологии и аналитической химии. Доктор химических наук, профессор кафедры общей и неорганической химии МГПИ им. В. И. Ленина, заведующий кафедрой аналитической химии МИТХТ им. Ломоносова М. В., профессор кафедры химии МОПИ им. Н. К. Крупской.

## Биография
Родился в сельской семье, отец — плотник, мать занималась домашним хозяйством.
Учился в обычной сельской школе. Пройдя курс обучения I и II ступеней (в то время были две ступени обучения школьников: I — обязательная, обучение 4 года, II — для желающих учиться дальше, обучение 5 лет), в 1922 году поступил в Нижегородский государственный университет (НГУ) на химический факультет. Во время обучения проявил интерес к практическому/прикладному применению химии в народном хозяйстве.
Его дипломная работа была непосредственно связана с производством — проектирование для Нижегородского кожевенного треста желатино-клееваренного завода. Для проработки всех аспектов проекта студент Бесков был отправлен в Ленинград на кожевенный завод им. А. Н. Радищева и также на Олтенский завод.
В университете он познакомился со своей будущей женой Слизковской Ольгой Александровной (1899—1976), студенткой этого же учебного заведения. Они поженились в 1926 году.
В 1929 году Сергей Дмитриевич успешно защитил диплом и окончил университет, получив квалификацию инженера-химика. Талантливый специалист был замечен руководством университета и оставлен аспирантом на одной из его кафедр (кафедра технологии животного покрова).
В 1930 году происходит реорганизация НГУ. Университет разделяется на Механико-машиностроительный и Химико-технологический институты (НММИ и НХТИ). Сергей Дмитриевич становится аспирантом на кафедре основной химической промышленности НХТИ.
1931 год. Сергей Дмитриевич назначается ассистентом на кафедре, где сам является аспирантом. Ему доверяют и руководящие должности, он становится помощником директора НХТИ по технической пропаганде в химической промышленности. Одновреме́нно молодой ученый становится научным сотрудником Нижегородского научно-исследовательского физико-технического института и работает там до 1932 года.
Интересы Сергея Дмитриевича находятся на стыке наук (химии и физики) и в области применения научных наработок — в технологии производства.
В СССР в 1927 году был построен будущий флагман химической индустрии — Чернореченский химический комбинат (позже объединение «Корунд»). Комбинат занимался производством синтетического аммиака и азотных удобрений.
С. Д. Бесков курирует все испытательные и внедренческие работы НХТИ на Чернореченском химическом комбинате, также занимается повышением квалификации сотрудников предприятия. В 1933 г. он прочел свой курс лекций для инженерно-химического состава по коррозии металлов.
1930-е г.г. — начало преподавательской деятельности Сергея Дмитриевича. В НХТИ (позднее переименовано в ГХТИ) он читал курсы «Общая химическая технология», спецкурсы «Технология связанного азота», «Химическое сопротивление материалов», «Контроль производства ОХП».
1934 год. Сергей Дмитриевич был откомандирован в Научно-исследовательский физико-химический институт имени Л. Я. Карпова (НИФХИ) в Москве. В 30-е годы НИФХИ являлся одним из крупнейших в СССР научных химических центров. В нем велись важнейшие для страны работы в области физической химии: по электрохимии и поверхностным явлениям (академик А. Н. Фрумкин), по исследованию аэрозолей (профессора И. В. Петрянов и Н. А. Фукс) и.т.д.
Сергей Дмитриевич становится аспирантом этого учреждения. Он занимается исследованиями в области фотохимического окисления солей железа йодом и пишет кандидатскую диссертацию на эту тему.
В тридцатые годы окончательно устанавливается интерес Бескова именно к технологическим, прикладным аспектам химии. Многие исследования он проводит вместе со своей женой О. А. Слизковской. В это время он разрабатывает графические методы расчета технологических процессов химических производств. Эти методы отличает простота и надежность использования. Написаны такие работы, как «Номограммы к расчету смешения кислот» (1933-34), «Диаграммы к расчету сжижения и ректификации воздуха» (1935, вместе с О. А. Слизковской), «Точный метод определения окислов азота в нитрозе» (1935, также вместе с О. А. Слизковской) и др.
В 1938 году Сергей Дмитриевич назначается главным инженером и заместителем директора по научной части оборонного предприятия «Научно-исследовательский институт № 42» (НИИ-42, бывший Ольгинский завод, сейчас — ФГУП «ГосНИИОХТ»). На этой должности он проработал до декабря 1939 года. Завод занимался разработкой химического оружия (самих рецептур ОВ и соответствующих боеприпасов).
Затем его назначают руководителем Главного управления по производству учебных и научных фильмов (1939, ГЛАВТЕХФИЛЬМ, впоследствии известная киностудия Центрнаучфильм); также Сергей Дмитриевич становится членом Комитета по кинематографии при СНК СССР. В этой должности он работает до 1946 года. В годы Великой Отечественной войны на студии под руководством С. Д. Бескова выпускали востребованные тематические короткометражные фильмы: «Как бороться с зажигательными авиабомбами», «Как уберечь себя от действия ОВ», «Защитные покрытия от пожаров», «Противохимическое звено группы самозащиты» и др. Фильмы создавались под руководством высококвалифицированных консультантов, научных работников, с которыми Сергей Дмитриевич был лично знаком.
С началом Великой Отечественной войны, в октябре 1941 года решением правительства Сергей Дмитриевич вместе с семьёй был откомандирован в г. Новосибирск для продолжения работ по линии ГЛАВТЕХФИЛЬМа (Решение от 15.10.1941).
1943 год. Защита диссертации на соискание ученой степени кандидата технических наук на тему «Технико-химические расчеты в химической промышленности». По этой теме Сергей Дмитриевич имел огромный пласт материалов. Степень присуждена 29.09.1943 г.
В начале 40-х годов Сергей Дмитриевич продолжает заниматься исследованиями по окислению солей железа йодом (эти исследования он начал ещё будучи аспирантом НИФХИ им. Л. Я. Карпова и даже писал на эту тему, как отмечалось выше, диссертацию). Он пытается закончить работу и пишет докторскую диссертацию на эту же тему («К теории фотохимического окисления в водных растворах йода», к защите представлена не была).
1946 год. Сергей Дмитриевич становится доцентом кафедры химии Московского государственного педагогического института (МГПИ) им. В. И. Ленина. Он много времени уделяет преподавательской работе, не оставляя при этом и научные исследования. Совместно с О. А. Слизковской развивает метод качественного анализа катионов по кислотно-щелочной методике и предлагает дробный или полудробный способ открытия катионов на основе этой методики, упрощавший практическое выполнение анализов.
С 1952 по 1954 год С. Д. Бесков состоял в должности начальника Главного управления высших учебных заведений Министерства просвещения РСФСР, являлся членом коллегии Министерства просвещения РСФСР.
В 1953 году Сергей Дмитриевич защитил докторскую диссертацию на тему «О механизме торможения скорости растворения стали в серной и соляной кислотах» и получил звание профессора (высшее учёное звание в ВУЗах СССР с 1934 года). Защита проводилась в МХТИ имени Д. И. Менделеева 29.04.1953 г.
С 1954 по 1962 год — профессор кафедры общей и неорганической химии МГПИ им. В. И. Ленина. Решение о присуждении звания от 20.02.1954 г.
В 1962 году — заведующий кафедрой аналитической химии МИТХТ им. М. В. Ломоносова.
С 1955 года Сергей Дмитриевич состоял членом экспертной комиссии ВАК по педагогическим наукам.
С 1957 года С. Д. Бесков — председатель химической секции Учебно-методического совета Министерства просвещения РСФСР.
С ноября 1962 и по 1970 год Сергей Дмитриевич возглавлял кафедру химии Московского областного педагогического института (МОПИ) им. Н. К. Крупской (сейчас МГОУ). В МОПИ он читал курсы общей, неорганической и аналитической химии, а также химической технологии. В эти годы Сергей Дмитриевич публикует новые работы в области химической технологии и аналитической химии. Сергею Дмитриевичу принадлежат более 100 публикаций, из которых около 30 являются учебными пособиями.
В 1965 году С. Д. Бескова выдвигали в члены-корреспонденты Академии педагогических наук РСФСР по специальности «Методика преподавания учебных предметов в школе» («Учительская газета» от 19.01.1965 г.).
16 мая 1970 года Сергей Дмитриевич Бесков умер. Похоронен на Калитниковском кладбище в Москве.

## Научная деятельность
Начало творческого пути ученого связано с деятельностью в области химической технологии. В 1938 году издаются книги Бескова: «Введение в техно-химические расчеты» (позднее будет дополнена, переработана и выдержит несколько изданий), «Расчет кислотных смесей» (С. Д. Бесков, К. Л. Вадов, К. И. Анисимов; под общ. ред. С. Д. Бескова) и др.. Вышедшие работы стали руководством для работников производств, связанных с химической технологией и студентов химико-технологических ВУЗов страны.. В 1950 году С. Д. Бесков публикует переработанную монографию «Технико-химические расчеты». Она становится официальным учебным пособием для химико-технологических вузов. Именно технико-химические расчеты лежат в основе конструирования аппаратов и изделий для химического производства, а также в основе разработки новых технологий и создания технологических линий химических производств. Эта книга (в ее нескольких переизданиях) получила высокую оценку сообщества химиков-технологов и стала настольной для инженеров химических производств, имела большое значение для обучения студентов профильных вузов. Переведена на китайский язык и языки стран социалистического содружества (венгерский, немецкий, румынский). В СССР и ГДР монография выдержала четыре издания.
Послевоенные годы знаменуются появлением новых направлений исследований в его научной деятельности.
В 1940-е гг. он занялся новой научной тематикой, закрытой в то время, — изучением ингибиторов коррозии металлов. Эти исследования он проводил в сотрудничестве с профессором С. А. Балезиным (1904 −1982), с которым был длительно знаком и дружил семьями еще с 1930-х гг. Балезин, как известно, вместе с группой сотрудников в достаточно сжатые сроки военного времени разработал первые отечественные ингибиторы (производственная марка «Уникол»), которые успешно использовались в прифронтовых мастерских для восстановления боевой техники. В этих работах, которые долгие годы проходили под грифом «секретно», принимал участие и С. Д. Бесков.
В 1950 — е годы Сергей Дмитриевич продолжает начатые ранее исследования в области изучения процесса коррозии, её механизмов и способов защиты от неё. Эти работы имели огромное значение для страны. Он уделяет большое внимание изучению защитного действия ингибиторов атмосферной коррозии, процессам струйного травления и пассивирования металлических изделий и пр.
В течение многих лет ученый преподавал аналитическую химию студентам ВУЗов. Определенный научный вклад им был сделан и в эту область химии. В 1947 году С. Д. Бесков с женой О. А. Слизковской разработали новый метод качественного анализа катионов. До этого использовался классический, сероводородный метод, основанный на различной растворимости сульфидов, гидроксидов, карбонатов и хлоридов. Новый, кислотно-щелочной метод, использует основные свойства элементов: отношение их к кислотам и щелочам, амфотерность гидроксидов и способность элементов к комплексообразованию — в результате катионы металлов на основании их отношения к соляной и серной кислотам, а также к растворам едких щелочей и аммиака делят на шесть аналитических групп. Метод довольно быстро был введён в практику образовательных учреждений химического профиля.
В последующие годы также совместно с женой ученый развивает метод качественного анализа катионов по кислотно-щелочной методике и предлагает дробный или полудробный способ открытия катионов на основе предложенной ими методики, упрощавший практическое выполнение анализов.
В 1956 году С. Д. Бесков и О. А. Слизковская выпускают книгу «Аналитическая химия», в которой обстоятельно излагают основы кислотно-щелочной систематики (методики) катионов. Книга является ценным учебным пособием для подготовки будущих химиков-аналитиков и учителей химии. В ней по-новому были изложены теоретические основы качественного и количественного анализа. Данная монография была переиздана в 1958 году и рекомендована Министерством просвещения РСФСР в качестве основного пособия по аналитической химии для педагогических вузов.

## Педагогическая деятельность
С. Д. Бесков в течение ряда лет состоял преподавателем разных ВУЗов. Он читал лекции и вел занятия в МГПИ им. В. И. Ленина и МИТХТ им. М. В. Ломоносова. Возглавляя кафедру химии МОПИ им. Н.К, Крупской читал курсы общей, неорганической и аналитической химии, а также химической технологии. Под его руководством выполнено более 15 диссертационных работ.

## Печатные работы
1. Бесков С. Д. Определение концентрации водородных ионов (pH) электрометрическим путем, устройство потенциометра / под ред. Залесского В. П. Н. Новгород : Нижегор. краев. издательство, 1932. 80 с.
2. Бесков С. Д., Слизковская О. А. Вязкость серной кислоты. // Химстрой, № 1, 1935.
3. Бесков С. Д., Слизковская О. А. Точный метод определения окислов азота в нитрозе. // Химпром, № 1, 1935.
4. Бесков С. Д., Слизковская О. А. Диаграммы к расчёту сжижения и ректификации воздуха. // Химстрой, № 2, 1935.
5. Бесков С. Д. Введение в техно-химические расчеты. Ленинград : ГОНТИ НКФИ,1938. 392 с.
6. Бесков С. Д., Вадов К. Л., Анисимов К. И. Расчет кислотных смесей /под общ. ред. С. Д. Бескова. Ленинград : ОНТИ, 1938.
7. Бесков С. Д., Слизковская О. А. Бессероводородный метод качественного анализа катионов. // Учёные записки МГПИ им. В. И. Ленина, том 51, вып. 4, 1948.
8. Бесков С. Д., Слизковская О. А. Качественный анализ катионов кислотно-щелочным способом. // Учёные записки МГПИ им. В. И. Ленина, том 51, вып. 4, 1948.
9. Бесков С. Д. Техно-химические расчеты. Учебное пособие для химико-технологических вузов. изд. 4-е. М. : Высшая школа, 1966. 520 с.
10. Бесков С.Д и Слизковская О. А. Аналитическая химия: Качественный и количественный анализ. Учебное пособие. М.: Госучпедгиз, 1956. 589 с. (имеется несколько изданий книги)
11. Белоцветов А. В., Бесков С. Д., Ключников Н. Г. Химическая технология. Учебник для химических специальностей педагогических институтов. изд. 4-е, перераб. Москва : Просвещение, 1976. 419 с. (имеется несколько изданий учебника)
12. Балезин С. А., Бесков С. Д. Выдающиеся русские ученые-химики. / пособие для учителей / Балезин С. А., Бесков С. Д. — изд. 2-е, испр. и доп. М.: Просвещение, 1972. 222 с. (имеется несколько изданий книги)
13. Beskov, S.D.: Technisch-chemische Berechnungen, Berlin: Verl. Technik, 1952—552 S.
14. Beskow, S. D.: Technisch-chemische Berechnungen, 3 Auflage, Leipzig: VEB Deutscher Verlag für Grundstoffindustrie 1962—592 S.

## Звания, должности
Кандидат технических наук (1943 г.)
Доктор химических наук (1953 г.)
Начальник Главного управления высших учебных заведений Министерства просвещения РСФСР, член коллегии Министерства просвещения РСФСР (1952—1954)
Профессор кафедры общей и неорганической химии МГПИ им. В. И. Ленина (1954—1962)
Профессор, заведующий кафедрой химии МОПИ имени Н. К. Крупской (1962—1970)
Председатель химической секции Учебно-методического совета Министерства просвещения РСФСР (с 1957 г.)
Кандидат в члены-корреспонденты Академии педагогических наук РСФСР по специальности «Методика преподавания учебных предметов в школе» (1965 г.)